# فورت موهاوی، آریزونا
فورت موهاوی (به انگلیسی: Fort Mohave) یک منطقهٔ مسکونی در ایالات متحده آمریکا است که در شهرستان موهاوی، آریزونا واقع شده‌است. فورت موهاوی ۴۳٫۲۴ کیلومتر مربع مساحت و ۱۴٬۳۶۴ نفر جمعیت دارد.